# Concha Méndez
Concepción Méndez Cuesta (Madrid, 27 de julio de 1898-Ciudad de México, 7 de diciembre de 1986) fue una escritora, poeta, autora de teatro y guionista española, contemporánea de la generación del 27, especialmente conocida por su obra poética. Pertenece al grupo las Sinsombrero, etiqueta creada para aglutinar a las mujeres pertenecientes a la Generación del 27.

## Biografía

### Juventud y vanguardia
Concha Méndez Cuesta nació el 27 de julio de 1898 en Madrid, la mayor de once hermanos. De familia rica, recibió educación en un colegio francés, lo que se percibe quizá en sus primeros versos. Aficionada a los deportes, destacó en la gimnasia y la natación, deporte este último en el que fue campeona. Los veranos los solía pasar en familia en San Sebastián, donde en 1919 conoció a Luis Buñuel, quien fue su primer novio. Esta relación duró siete años, durante los cuales Concha, que era amiga de Maruja Mallo, se relacionó con Luis Cernuda, Rafael Alberti y Federico García Lorca.
En 1926, publicó Inquietudes (1926), dos años después Surtidor y más tarde Canciones de mar y tierra (1930). En ese periodo se vio influida por Maruja Mallo, con quien compartió lo que se ha llamado su “primer exilio”.
Independizada de la casa paterna a principios de 1929, inició un periplo que la llevó desde Londres, a Montevideo y Buenos Aires, donde contactó con Guillermo de Torre, escritor y crítico que dirigía la sección de letras del diario La Nación, donde comenzó a publicar un poema por semana. En Argentina hizo amistad con Consuelo Berges, que la ayudó en el continente americano, y Alfonsina Storni. De ese periodo es su poemario Canciones de mar y tierra (1930). Este se ha llamado su "segundo exilio".

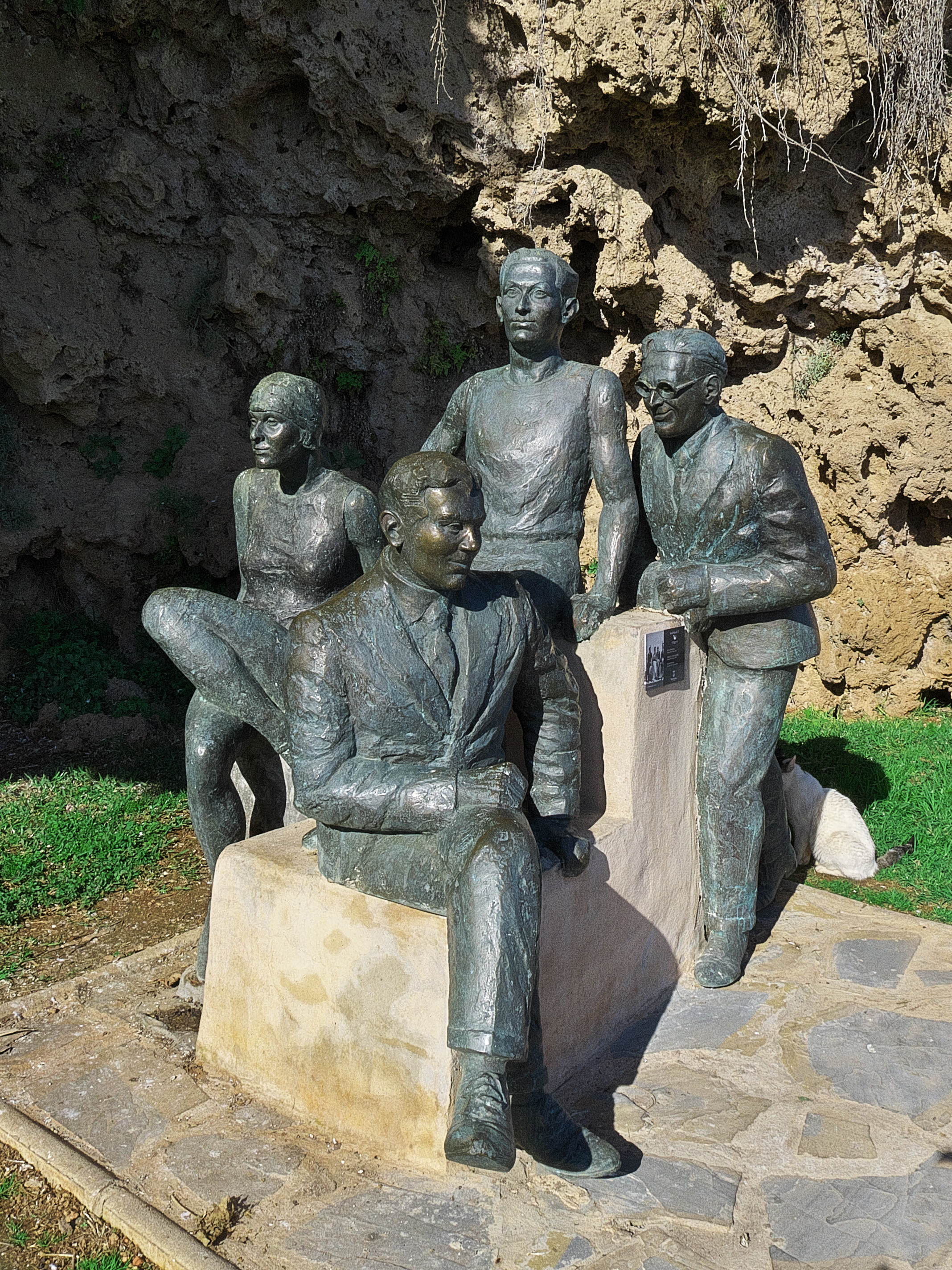
Monumento a la Generación del 27: Concha Méndez, Manuel Altolaguirre, Salvador Dalí y Emilio Prados. Punta de Torremolinos.

Con el advenimiento de la República, regresó a España, donde comenzó a frecuentar las tertulias del café Granja El Henar (1931). Allí, Federico García Lorca le presentó al impresor malagueño Manuel Altolaguirre, con quien se casó al año siguiente (siendo testigos Federico García Lorca, Juan Ramón Jiménez, Jorge Guillén y Luis Cernuda). Juntos crearon la imprenta La Verónica en una habitación del hotel Aragón, y empezaron a editar la revista Héroe, en la que aparecieron obras de Juan Ramón Jiménez, Unamuno, Pedro Salinas, Luis Cernuda y Jorge Guillén. Se inició entonces su interés por el teatro y el cine, y por esas fechas publicó las obras de teatro El personaje presentido (1931), El ángel cartero (1931) y El carbón y la rosa (1935), las dos últimas dirigidas a los niños. También por entonces publicó varios libros de poesía de tendencia vanguardista en obras como Vida a vida (1932), Niño y sombras (1936) y Lluvias enlazadas (1939). Vivieron de 1933 a 1935 en Londres, donde perdió el primer hijo que estaba esperando (experiencia que reflejó en su libro Niño y sombra publicado en 1936) y el feliz nacimiento en 1935 de su hija Paloma. Junto a su marido, activo impresor, contribuyó a la difusión de la obra del grupo de la generación del 27, editando colecciones de poesías y revistas como Poesía, 1616 (título que hacía referencia al año de la muerte tanto de Shakespeare como de Cervantes), y Caballo Verde para la Poesía (dirigida por Pablo Neruda).

### Guerra Civil y exilio
El matrimonio y su hija estaban en España en 1935, y al estallar la guerra civil española, ambos tomaron partido por la República, aunque pronto ella abandonaría Madrid para proteger a su hija, mientras su marido permaneció en España. Tras residir en Inglaterra, Bélgica y Francia, regresó a Barcelona para reunirse con su marido, camino ya del exilio. Se trasladaron a París, donde les recibió Paul Éluard, y más tarde a La Habana, donde permanecieron hasta 1943 coincidiendo allí con otros muchos exiliados. En su exilio en Cuba, establecieron otra imprenta llamada igualmente La Verónica y publicaron una colección poética que llamaron El ciervo herido, entre 1939 y 1943. En 1944 se trasladaron a México, donde Altolaguirre la abandonó por la cubana María Luisa Gómez Mena (años más tarde morirían ambos en un accidente en España cuando volvían del festival de cine de San Sebastián, en 1959).
Concha siguió publicando poemas en Hora de España, donde publicó su prólogo de El Solitario (Nacimiento), en 1938 (las dos entregas o actos siguientes se publicarían en La Habana en 1941 y en México en 1945), drama poético en tres actos. En 1944 publicó Villancicos de Navidad y Sombras y sueños. De 1944 a 1979, dejó de publicar, aunque en 1976 se editó una Antología poética. En 1979 apareció su último libro Vida o río. Nunca regresó a España, aunque realizó tres viajes puntuales a Madrid a partir de 1966; continuó residiendo en México hasta su fallecimiento en 1986.
En 1991 se publicaron sus Memorias habladas, memorias armadas, obra compilada a partir de unas cintas que había ido grabando su nieta, Paloma Ulacia Altolaguirre.

## Obra poética
Su obra poética está recogida en Poemas entre 1926-1986, edición preparada por el marido de su hija Paloma, el profesor James Valender.
Su poesía se puede dividir en las siguientes etapas, relacionadas muy íntimamente con su vida:

### Primera etapa
La primera etapa está constituida por tres libros, Inquietudes (1926), Surtidor (1928), Canciones de mar y tierra (1930) que constituyen una trilogía caracterizada por los mismos temas que el Alberti neopopularista y por la incorporación al verso de todo aquello que en los años veinte representaba la modernidad: el deporte, el cine, los automóviles. En su libro Inquietudes, donde están sus primeros poemas que son de corte ultraísta y tratan de deportes, bailes... Los temas principales son los viajes, la naturaleza y el mar. Son setenta y cinco poemas breves, predominando los versos heptasílabos y octosílabos, y de rima asonante. En Surtidor su voz poética es más vanguardista, son versos nominales, visuales y muy plásticos. Son estructurados en la búsqueda de una imagen múltiple sin pretensiones de trascendencia conceptual. Son cincuenta y tres Canciones en la primera parte, poemas más breves, y veinticuatro poemas denominados Ritmos algo más largos. En Canciones de mar y tierra se observa claramente la influencia mutua entre Concha Méndez, Alberti y Lorca. Su experiencia vital se observa a lo largo de todo el libro, el viaje es el eje estructurador. Son setenta y nueve Canciones a las que siguen tres Momentos en prosa. Está ilustrado por Norah Borges. Su epílogo es un manifiesto poético.

### Segunda etapa
Una voz más depurada y personal, menos colorista y lúdica, muestra en Vida a vida (1932). Son veinte poemas que terminan en exclamaciones. Su madurez vital choca con su entorno. En este libro explora con sus sueños la realidad. Continúa el tono autobiográfico en Niño y sombras, (1936) elegía a un niño, su primer hijo, que no llegó a nacer. Depura su poesía, dejando atrás la vanguardia, con un léxico sencillo y natural alargando sus versos. Son veintiocho poemas en que la muerte y el duelo junto a la maternidad son el eje vertebrador del libro. Esos dos libros, junto a unos pocos poemas nuevos escritos durante la guerra, se reeditan en Lluvias enlazadas (1939). Este libro publicado en La Habana muestra el desencanto y escepticismo del exilio y el desarraigo. Hay doce poemas inéditos. Este poemario se editó dentro de la colección de libros de su propia imprenta titulada "El ciervo herido". Sombras y sueños, de 1944, son noventa y siete poemas con cuatro núcleos temáticos: poemas de las sombras, soledad y dolor; poemas de la resistencia; poemas del abandono, en los que muestra la nostalgia de la separación, de su tierra natal, de su compañero y de su madre, fallecida en esos días, y poemas que son un homenaje a sus poetas preferidos. Casi al mismo tiempo, sin embargo, en 1944, publica Villancicos de Navidad, una obra mucho más vitalista y esperanzada que contrasta con el poemario anteriormente descrito, y que reeditaría posteriormente.

### Tercera etapa
En 1967 reedita, en una edición ampliada, Villancicos, ochenta y cinco poemas breves, inmersos en la  tradición popular de Arte menor con recursos estilísticos muy sencillos. El eje temático es la alegría por el nacimiento del Niño Jesús. Vida o río (1979) son cien poemas breves. Son expresión de estados de ánimo y todos tienen los sueños y recuerdos como proyecciones de su intimidad. Que necesita preservar ciertos momentos o sensaciones y salvarlos del olvido. Los ejes estructuradores son el tiempo, los recuerdos, los sueños, la naturaleza, la muerte y la existencia misma. Entre el soñar y el vivir se titula, bien significativamente, su último libro (1981). Son cuarenta y siete poemas más ocho dedicados a su marido. Es una exploración continua del sentido último de la existencia.

## Obra teatral
Desde mediados de la década de 1920, los renovadores de la escena teatral volvieron sus ojos al teatro infantil en busca de inspiración. Se pretendía huir del excesivo realismo mimético que predominaba en la escena y se buscaban nuevas vías de expresión más acordes a las vanguardias. Destaca entre las iniciativas propuestas la creación de un teatro estable el Teatro Pinocho, cuyos artífices fueron Salvador Bartolozzi y Magda Donato. También contribuyó a esa renovación Elena Fortún, autora de un volumen con doce obras de Teatro para niños. Así mismo, Carmen Baroja representó una obra de guiñol en el Mirlo Blanco. Concha Méndez representó El carbón y la rosa en el Lyceum Club Femenino el mismo día que Rafael Alberti daba una lectura de sus poemas. La decoración la llevó a cabo Maruja Mallo. La escritora manifestó siempre una gran preocupación por la función pedagógica del teatro infantil, buscando una educación global.

## Autobiografía
Hacia el final de su vida, Concha Méndez, no tiene la capacidad física de escribir sus memorias. No obstante, la fortaleza y empeño de la autora  posibilitaron la creación de sus Memorias habladas, memorias armadas (1990).  No fueron escritas de su puño y letra, sino dictadas a su nieta, Paloma Ulacia Altolaguirre, quien posteriormente configuró un libro a partir de las cintas grabadas durante muchas sesiones. 
En el prólogo a las memorias, Paloma Ulacia revela que Concha Méndez no escribió su propia autobiografía porque consideraba que aceptar su vida como un hecho ya consumado equivalía a aceptar la vejez y admitir la proximidad de la muerte. Para cuando la autora sintió la necesidad de relatar su vida, ya no podía hacerlo físicamente. Tenía ochenta años cuando se dispuso a narrar su vida. A pesar de su edad, sus expresiones y el detalle de las memorias muestran cómo la autora permanecía aún con mucha energía, un rasgo siempre presente en su carácter. En el prólogo también se advierte que la estructura del libro fue ordenada de manera cronológica, se reordenaron los sucesos temporales y se resumieron aquellos que eran muy extensos. Paloma Ulacia suprimió los pasajes familiares o domésticos junto a otros que consideraba de poco interés o que entorpecían la lectura.
Parece que Concha Méndez autocensuró algunos pasajes de su vida a la hora de narrar sus memorias, hechos como sus relaciones sentimentales son tratados de forma esquiva. En lugar de centrarse en narrar de forma precisa su vida, prefirió expresarla como una serie de anécdotas. Los dos pilares fundamentales de su vida fueron la poesía y los viajes. Cuenta cómo siendo una niña soñaba con ser capitana de barco, una idea no muy bien acogida por su familia, y en su juventud alcanza la emancipación viajando. Las memorias son una relación de sucesos y vivencias que concluyen con la reflexión de Concha Méndez sobre las decisiones tomadas.

## Relación de obras

### Poesía
- Inquietudes (imprenta de Juan Pueyo, Madrid, 1926)
- Surtidor (1928)
- Canciones de mar y tierra (Talleres Gráficos Argentinos, Buenos Aires, 1930)
- Vida a vida (La Tentativa Poética, Madrid, 1932)
- Niño y sombras (Ediciones Héroe, Madrid, 1936)
- Lluvias enlazadas (La Habana, El Ciervo Herido, 1939)
- Poemas. Sombras y sueños (México, Rueca, 1944)
- Villancicos de Navidad (México, Rueca, 1944; 2.ª ed. aumentada, Málaga, Librería El Guadalhorce, 1967)
- Vida o río (Caballo Griego para la Poesía, 1979)
- Entre el soñar y el vivir (1985)[7]
- Poemas 1926-1986 (Madrid, Hiperión, 1995), edición preparada por el marido de su nieta Paloma, el profesor James Valender.
- Mapas

### Teatro
- La caña y el tabaco (Inédita hasta 2012, año en que ha sido publicada por la Asociación de Directores de Escena de España, dentro de la colección literatura dramática iberoamericana)[16]
- El ángel cartero (Acto único infantil, representada en 1929 en el Lyceum Club de Madrid)[14]
- El personaje presentido  (1931)[14]
- El pez engañado (comedia infantil en un acto, escrita en 1933, editada en 2006 por la Asociación de Directores de Escena)[7]
- Ha corrido una estrella (comedia infantil escrita en 1934, editada en 2006 por la Asociación de Directores de Escena)[7]
- El carbón y la rosa (1935)[14]
- Las barandillas del cielo. Comedia para guiñol[14] (escrita en 1938, editada en 2006 por la Asociación de Directores de Escena)[7]
- Prólogo de El solitario (El nacimiento) (1938)
- El solitario (Amor) (1941)
- El solitario (Soledad) (1945)